# Recta de Simson

La recta de Simson para el punto P pasa por los puntos XYZ.

En geometría, dado un triángulo ABC y un punto P en su circunferencia circunscrita, los tres puntos más cercanos a P en las líneas AB, AC y BC son colineales. La recta que pasa por estos puntos es la recta de Simson. Esta recta reciben su nombre en honor a Robert Simson  (1687-1768) aunque los historiadores de matemáticas no han encontrado evidencia de su autoría. Dado que la primera publicación conocida en la que aparecen estas rectas, fechada en 1797 y perteneciente a William Wallace, en ocasiones se denomina a esta recta como recta de Wallace-Simson.
Lo contrario también es cierto: si los tres puntos más cercanos a P en tres rectas son colineales y ninguna de las rectas es paralela, entonces P se encuentra en la circunferencia circunscrita al triángulo formado por las tres rectas. O, en otras palabras, la recta de Simson de un triángulo ABC y un punto P es simplemente el triángulo pedal de ABC y P que ha degenerado en una recta, y esta condición limita el lugar geométrico de P para trazar la circunferencia circunscrita al triángulo ABC.

## Teorema de Wallace-Simson

Un triángulo pedal.

En general, si se trazan perpendiculares desde un punto cualquiera del plano (exterior o interior al triángulo), los pies de dichas perpendiculares no son colineales sino que forman un triángulo denominado triángulo pedal. La colinealidad de los tres pies de las perpendiculares es característica de los puntos de la circunferencia circunscrita:
| (Teorema de Wallace-Simson) Si desde un punto P se trazan perpendiculares a los lados de un triángulo o a sus prolongaciones, los respectivos pies de las perpendiculares serán colineales si y sólo si el punto P pertenece a la circunferencia circunscrita del triángulo. |

Es decir, no sólo los pies de las perpendiculares trazados desde un punto en la circunferencia circunscrita son colineales, sino que estos puntos son los únicos que poseen dicha propiedad.
| Demostración |
| Primero se demostrará que los puntos en la circunferencia tienen la propiedad de que los pies de las perpendiculares trazados desde ahí son colineales. De acuerdo con el diagrama, sean ABC los lados del triángulo, X, Y, Z los pies de las perpendiculares respectivos sobre los lados CA, AB, BC y supongamos P en el arco AC de la circunferencia circunscrita. La idea central de la prueba será demostrar que los ángulos CYX y AYZ son iguales y por tanto que XY y YZ forman una misma línea recta. - Dado que los ángulos PXC y PYC son rectos, el cuadrilátero PYXC es un cuadrilátero cíclico y por tanto los ángulos CYX y CPX son iguales. - Además, los ángulos PYA y PZA son rectos, el cuadrilátero PYAZ también es cíclico y por tanto los ángulos AYZ y APZ son iguales. - Por otro lado, al ser los ángulos PXB y PZB rectos, el cuadrilátero PXBZ también es cíclico. Por tanto, los ángulos ABX y XPZ suman 180°. - Finalmente, por construcción el cuadrilátero PABC es cíclico y por tanto los ángulos ABC y CPA suman 180°. De las dos últimas observaciones, dado que los ángulos ABX y ABC son iguales, se sigue que los ángulos XPZ y CPA son iguales. Restando a ambos el valor del ángulo XPA resulta: {\displaystyle \angle CPX=\angle CPA-\angle XPA=\angle XPZ-\angle CPA=\angle APZ} y por tanto {\displaystyle \angle CYX=\angle CPX=\angle APZ=\angle AYZ}. Así, siendo los ángulos CYX y AYZ son iguales y comparten AC como un lado, deben ser opuestos por el vértice y por tanto XYZ es una línea recta. Las distintas configuraciones que aparecen dependiendo de la posición relativa de P respecto a la posición de A, B, C se pueden reducir a la prueba anterior renombrando los puntos involucrados. Ahora, la segunda parte de la prueba corresponde a demostrar que si un punto es tal que los pies de las perpendiculares que se trazan desde él son colineales, entonces el punto está sobre la circunferencia. Etiquetando los vértices del triángulo de modo que el punto se encuentre en el interior del ángulo ABC y el diagrama de las perpendiculares corresponda a la figura anterior, podemos repetir todos los pasos en orden inverso para concluir que PABC necesariamente es un cuadrilátero cíclico y por tanto que P está en la circunferencia circunscrita de ABC. Esto es posible porque los dos resultados usados son equivalencias lógicas: - Un cuadrilátero es cíclico si y sólo si sus ángulos opuestos suman 180°. - Un cuadrilátero es cíclico si y sólo si los ángulos que abren un mismo lado son iguales. |

## Propiedades

La envolvente de todas las líneas de Simson es un deltoide.

- La línea de Simson de un vértice del triángulo es la altura del triángulo trazada desde ese mismo vértice.
- La línea de Simson de un punto diametralmente opuesto a un vértice es el lado formado por los otros dos vértices.
- El ángulo formado entre las rectas de Simson de dos puntos P, Q es exactamente igual a la mitad del ángulo central del arco PQ.
- La línea de Simson de un punto P pasa por el punto medio del segmento PH, donde H representa el ortocentro del triángulo. Además, dicho punto de intersección está sobre la circunferencia de los nueve puntos.
- La envolvente de todas las líneas de Simson es un deltoide denominado deltoide de Steiner.

## Generalización 1
Las proyecciones de Ap, Bp, Cp sobre BC, CA, AB son tres puntos colineales
Sea ABC un triángulo, sea ℓ una recta que pasa por el centro del círculo circunscrito O, y sea P un punto que pertenece al círculo circunscrito. Sean AP, BP, CP los puntos de intersección de ℓ con Ap, Bp, Cp respectivamente. Sean A0, B0, C0 las proyecciones de Ap, Bp, Cp sobre BC, CA, AB, respectivamente. Entonces A0, B0, C0 son colineales. Además, la nueva recta pasa por el punto medio de PH, donde H es el ortocentro de ΔABC. Si ℓ pasa por P, la recta coincide con la recta de Simson. 